# Harald Sohlberg
Harald Oskar Sohlberg (1869-1935) est un peintre norvégien néoromantique de la fin du XIXe et du début du XXe siècle.

## Biographie
Après une formation initiale en arts décoratifs, il suit des cours auprès de différents peintres dont Eilif Petersen, Erik Werenskiold, Harriet Backer et Kristian Zahrtmann, avant de voyager à Paris et Weimar. De retour en Norvège, il se marie en 1901 et s'installe à Røros et Kristiania.

## Parcours artistique
Il fait preuve de polyvalence dans ses œuvres, en réalisant notamment des travaux de peintures à l'huile, des aquarelles, des dessins, des lithographies ainsi que des gravures.
Son style peut être qualifié de symboliste inspiré par le Romantisme national norvégien. De ses toiles, notamment, souvent marquées par l'absence de toute présence humaine, émane un sentiment de solitude et d'espace infini. Il utilise avec une grande maîtrise une palette mettant en valeur une lumière envoûtante.
Nombre de ses œuvres intègrent le Musée national de l'Art, de l'Architecture et du Design à Oslo.

## Galerie

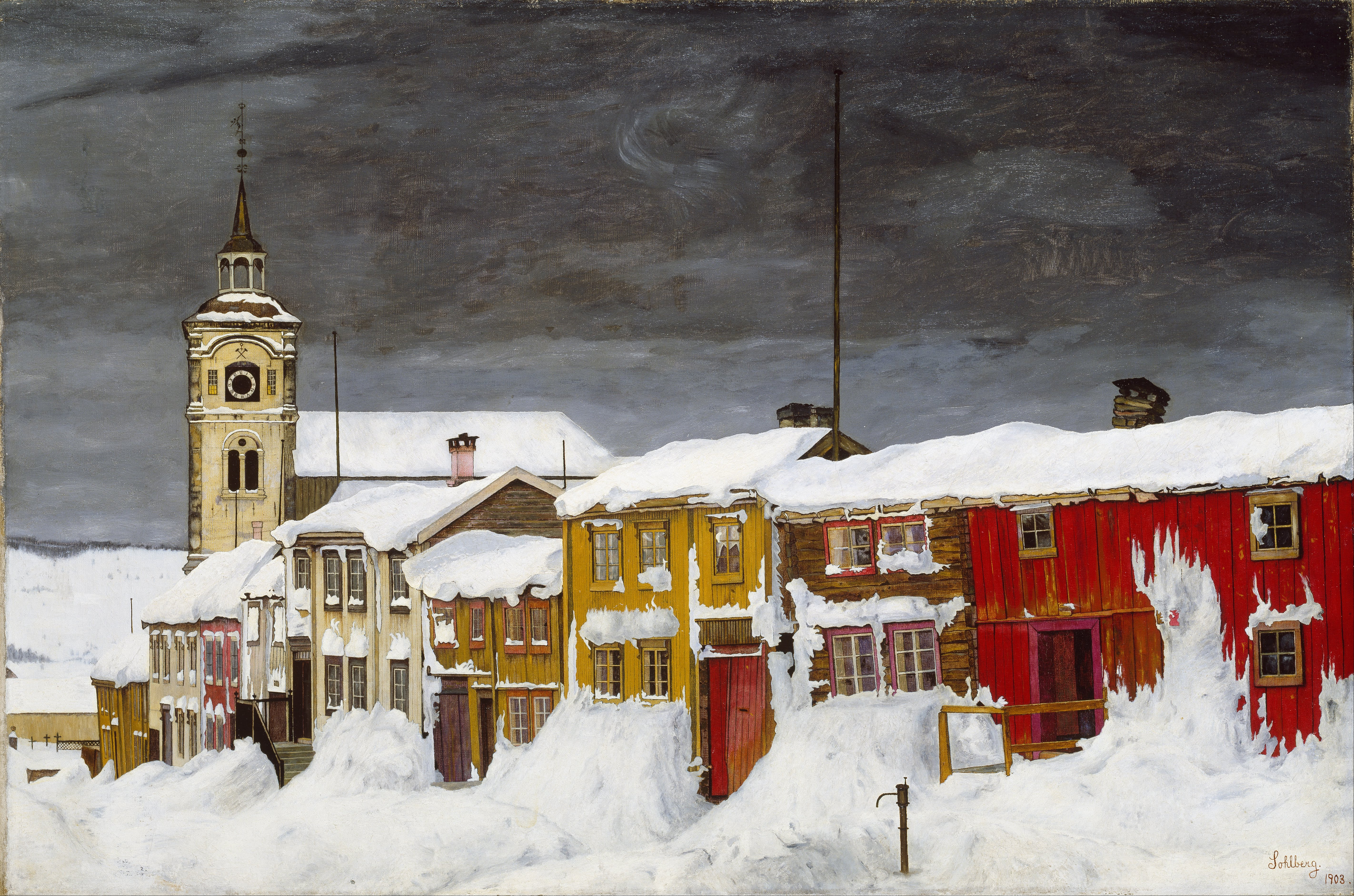
Rue de Røros en hiver, 1903, Musée national d'Art, d'Architecture et de Design, Oslo
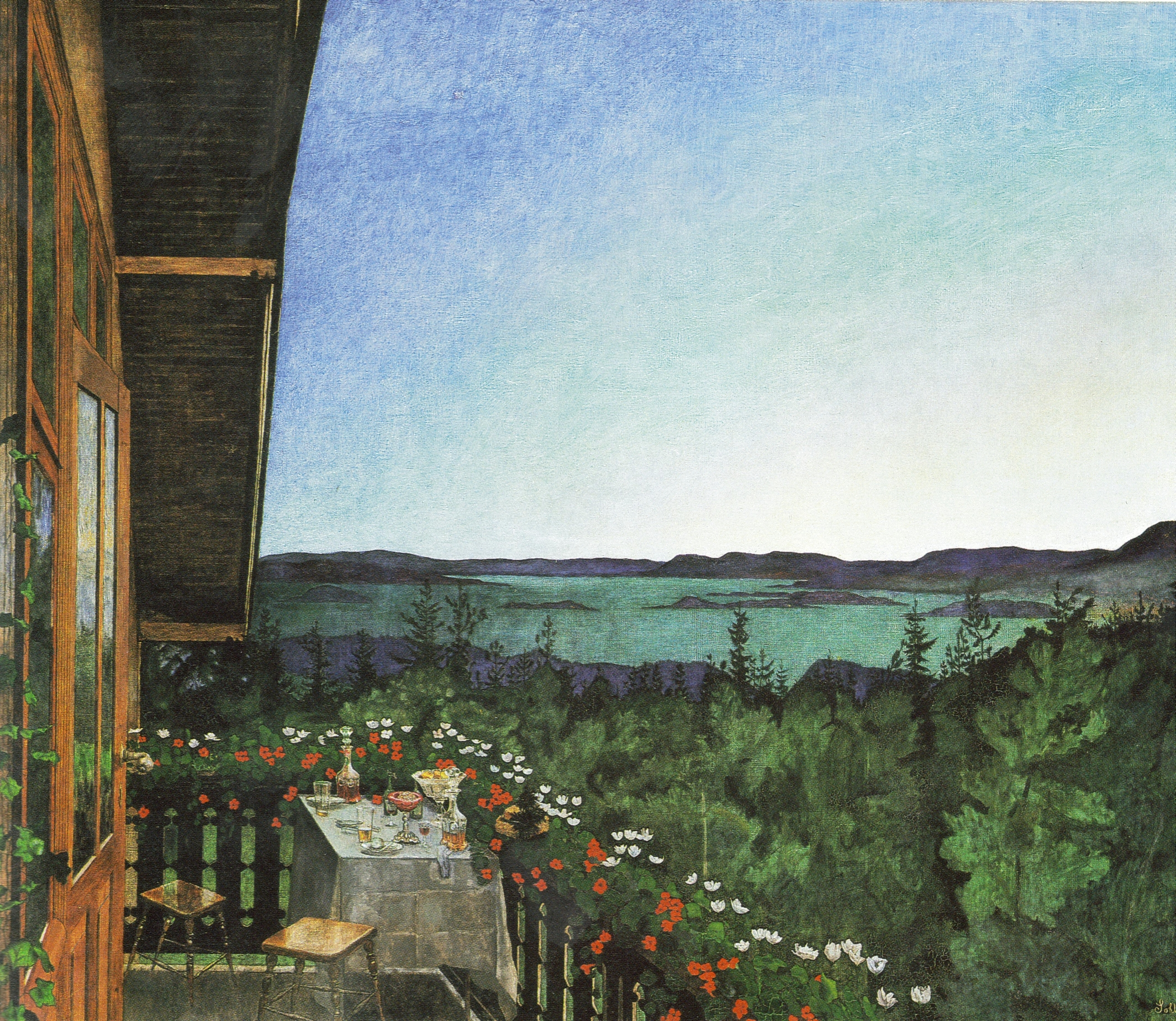
Nuit d'été, 1899, Musée national d'Art, d'Architecture et de Design, Oslo
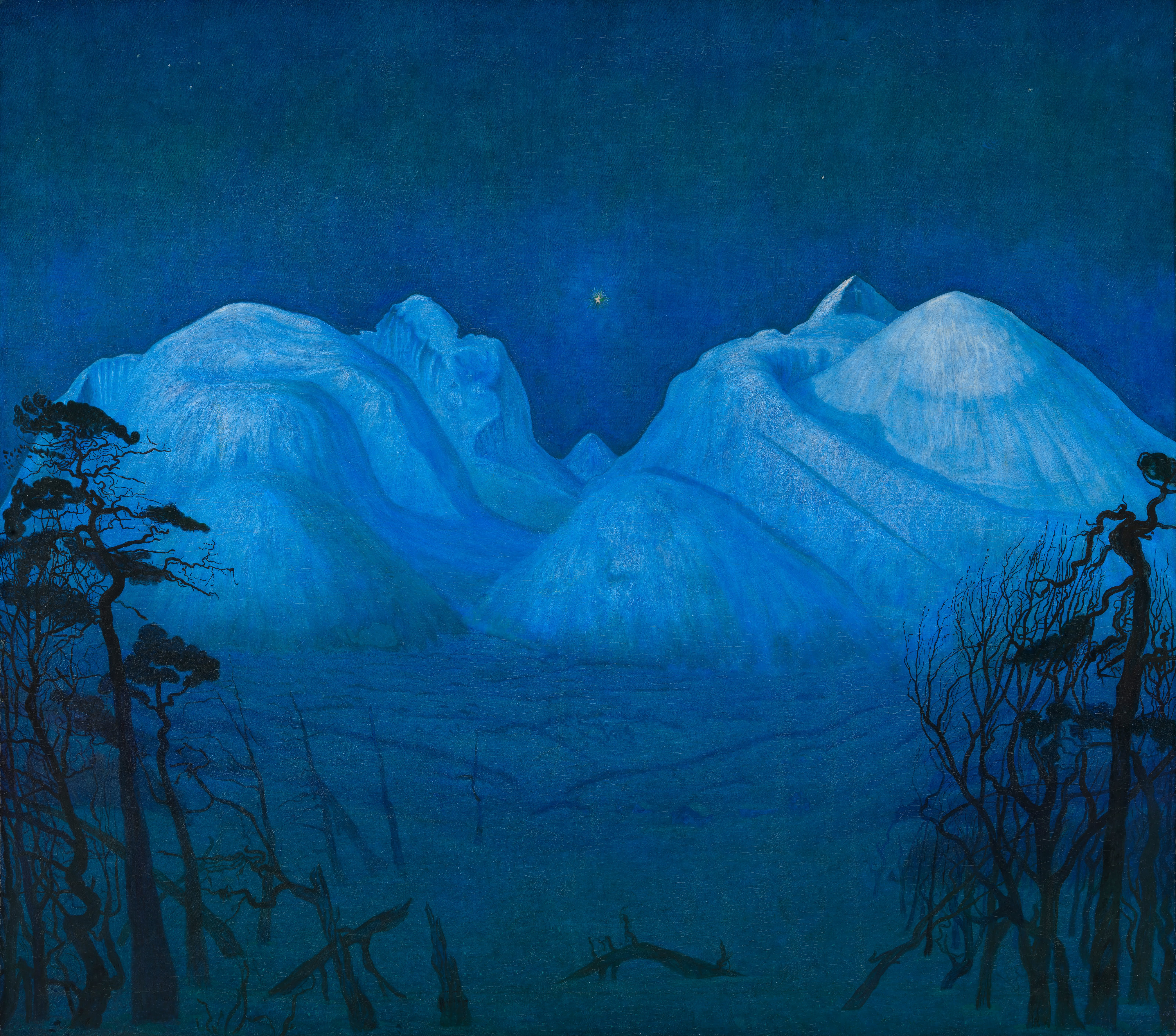
Nuit d'hiver dans les montagnes, 1914, Musée national d'Art, d'Architecture et de Design, Oslo